# 紅葉山砂丘

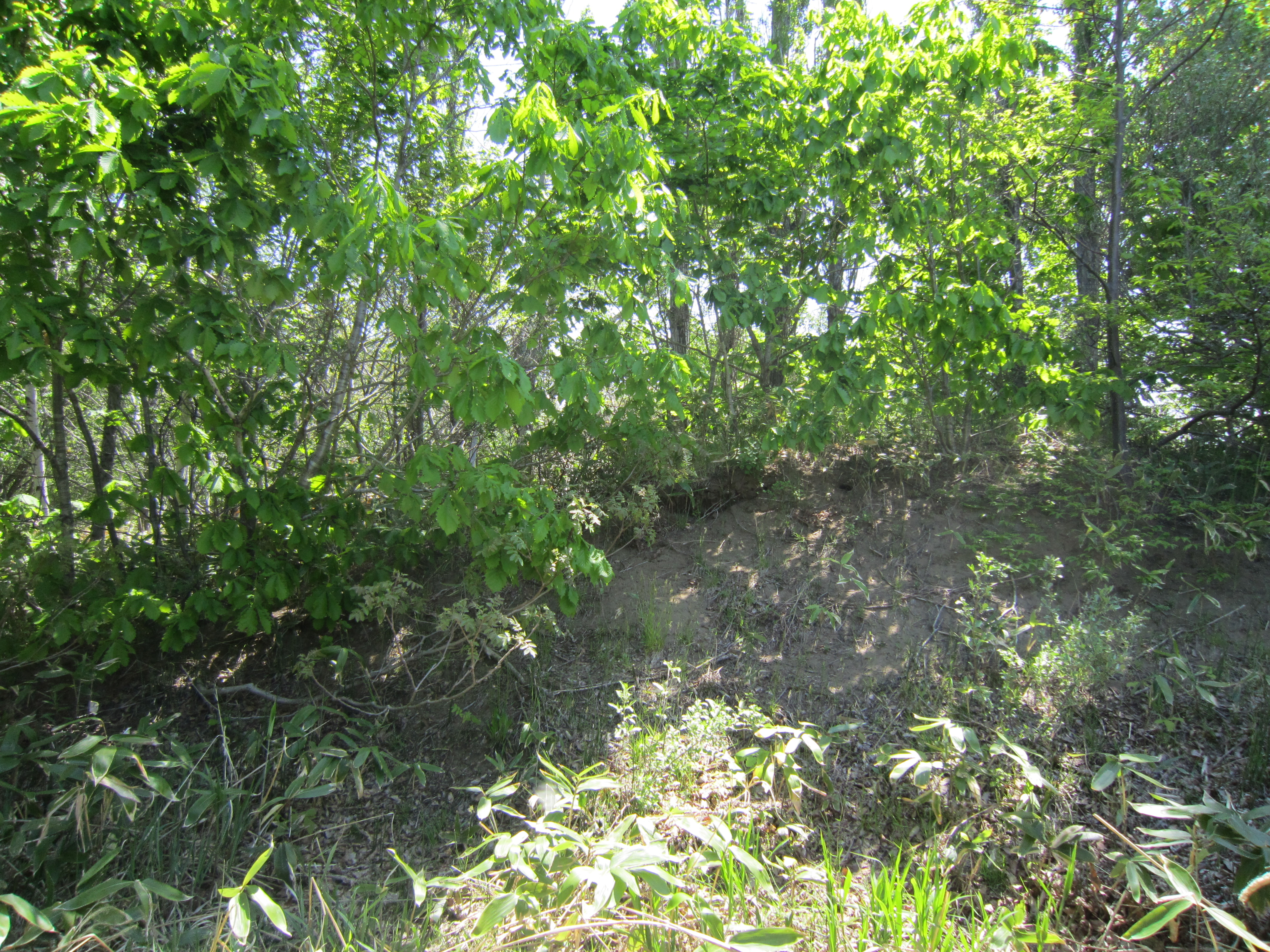
石狩市花川東にて（2020年5月）

紅葉山砂丘（もみじやまさきゅう）とは、北海道の石狩湾の海岸から内陸に約6 kmの位置に連なる砂丘である。

## 概要
札幌市手稲区前田に端を発して発寒川北岸沿いに連なり、石狩市花川地区を通る。石狩川の旧河道・茨戸川で途切れたのち、東岸の生振（おやふる）地区南部を貫通する。さらに石狩川生振捷水路東岸の石狩市美登位（びとい）まで続く、総距離20 ㎞、比高5 - 20 m、幅0.5 - 1 kmの内陸砂丘である。
「砂丘」ではあるが土壌の上部は厚さ50 cmの腐植土層に覆われ、昭和中期まではカシワやハンノキなどの広葉樹が繁茂していた。現在は都市開発の波に飲まれて宅地化し、藤女子大学花川キャンパス周辺や自衛隊演習場などごく一部の地域で痕跡を伺うのみである。

## 歴史
約7千年ほど前の石狩平野は縄文海進のため広く海面に覆われ、海岸線は現在の江別市の付近に達していた。紅葉山砂丘は、その時期に海流の影響によって形成された砂洲である。紅葉山砂丘の南側の古石狩湾は、広大な潟湖の状態になっていた。その後、石狩川や豊平川、当別川が運搬する土砂で古石狩湾は埋め立てられ、6千年前以降には砂丘列を貫いた石狩川が直接日本海に注ぎ、デルタ地帯を形成していく。一方で海水面も低下し、紅葉山砂丘は内陸に取り残される。以降も1000年に1 ㎞の速度で海岸線が後退していくと共に、花畔（ばんなぐろ）低地の浜堤の列が形成されていった。
現在の石狩湾海岸線に20 kmに渡って連なる石狩砂丘は、1000年ほど前から形成されたと見られている。

## 土地利用
現在の札幌市手稲区や北区に当たる古石狩湾の跡地は広大な湿地で、居住環境としては劣悪だった。その中で水害を受けにくい微高地の紅葉山砂丘には、縄文時代、続縄文時代、擦文時代そしてアイヌ文化時代にいたるまで生活の痕跡が発見され、居住環境が良好だったことが窺える。特に石狩市の紅葉山49号遺跡からは縄文時代後期の石斧、エゾシカやエゾヒグマの骨、さらに当時の発寒川の河道跡から鮭を捕らえるためのテシ（簗の一種）が出土している。
明治以降の北海道開拓の中で花畔低地の浜堤列は農地化され、砂堤は畑作地帯、砂堤間の低地は水田として開発されたが、紅葉山砂丘はそのまま雑木林として残された。現在では浜堤列、砂丘ともに宅地開発されている。